# Ophelia (film)
Ophelia is een Amerikaans-Britse film uit 2018, geregisseerd door Claire McCarthy en gebaseerd op het gelijknamig personage uit het toneelstuk Hamlet, gecreëerd door William Shakespeare en door Lisa Klein in boekvorm uitgebracht.

## Verhaal
In het middeleeuws Denemarken is Ophelia een van de belangrijkste hofdames van de koningin. Ze voelt zich aangetrokken tot de charismatische prins Hamlet en ze beginnen een geheime liefdesverhouding. Maar verraad en intriges aan het hof dreigen de koninklijke familie te verwoesten en Ophelia zit gevangen tussen haar gevoelens en haar loyaliteit.

## Rolverdeling
| Acteur         | Personage         |
| -------------- | ----------------- |
| Daisy Ridley   | Ophelia           |
| Naomi Watts    | Gertrude/Mechtild |
| Clive Owen     | Claudius          |
| Tom Felton     | Laërtes           |
| George MacKay  | Hamlet            |
| Dominic Mafham | Polonius          |

## Release
Ophelia ging op 22 januari 2018 in première op het Sundance Film Festival.